# Skator
För andra betydelser, se Skata (olika betydelser).
Skator (Pica) är ett släkte fåglar inom familjen kråkfåglar.

## Utseende
Skator karaktäriseras av sin långa, kilformade stjärt. Deras näbb och fötter är ganska grova och de har en svartvit fjäderdräkt.

## Arter i släktet
Efter att skatan (Pica pica) delats upp i flera urskiljs numera vanligen sju arter i släktet:
- Maghrebskata (Pica mauretanica) i nordvästra Afrika
- Orientskata (Pica serica) i östra Asien
- Svartgumpad skata (Pica bottanensis) i östra Himalaya och delar av Kina
- Asirskata (Pica asirensis) mycket lokalt i på sydvästra Arabiska halvön
- Skata (Pica pica) i den palearktiska regionen
- Amerikansk skata (Pica hudsonia) i västra Nordamerika
- Gulnäbbad skata (Pica nuttalli) endast i Kalifornien

Fram tills nyligen inkorporerade arten skata även de asiatiska arterna asirskata, svartgumpad skata och orientskata samt den nordafrikanska maghrebskatan (P. mauritanica). Dessa urskiljs nu som egna arter efter genetiska studier. Även amerikansk skata har tidigare behandlats som en underart till skata.
Sju övriga släkten av kråkfåglar kallas också för skator:
- Urocissa
- Cissa
- Cyanopica'
- Temnurus
- Platysmurus
- Spatelstjärtsskator (Crypsirina)
- Trädskator (Dendrocitta)